# Lola Mora

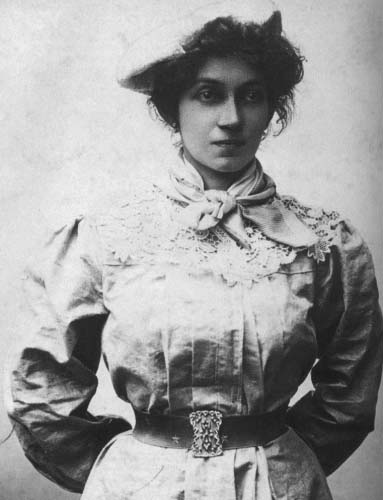
Lola Mora

Lola Mora (* 17. November 1866 in Provinz Tucumán, Argentinien; † 7. Juni 1936 in Buenos Aires) war eine argentinische Bildhauerin. Sie gilt heute als Rebellin und als Pionierin auf dem Gebiet der Bildhauerei.

## Leben

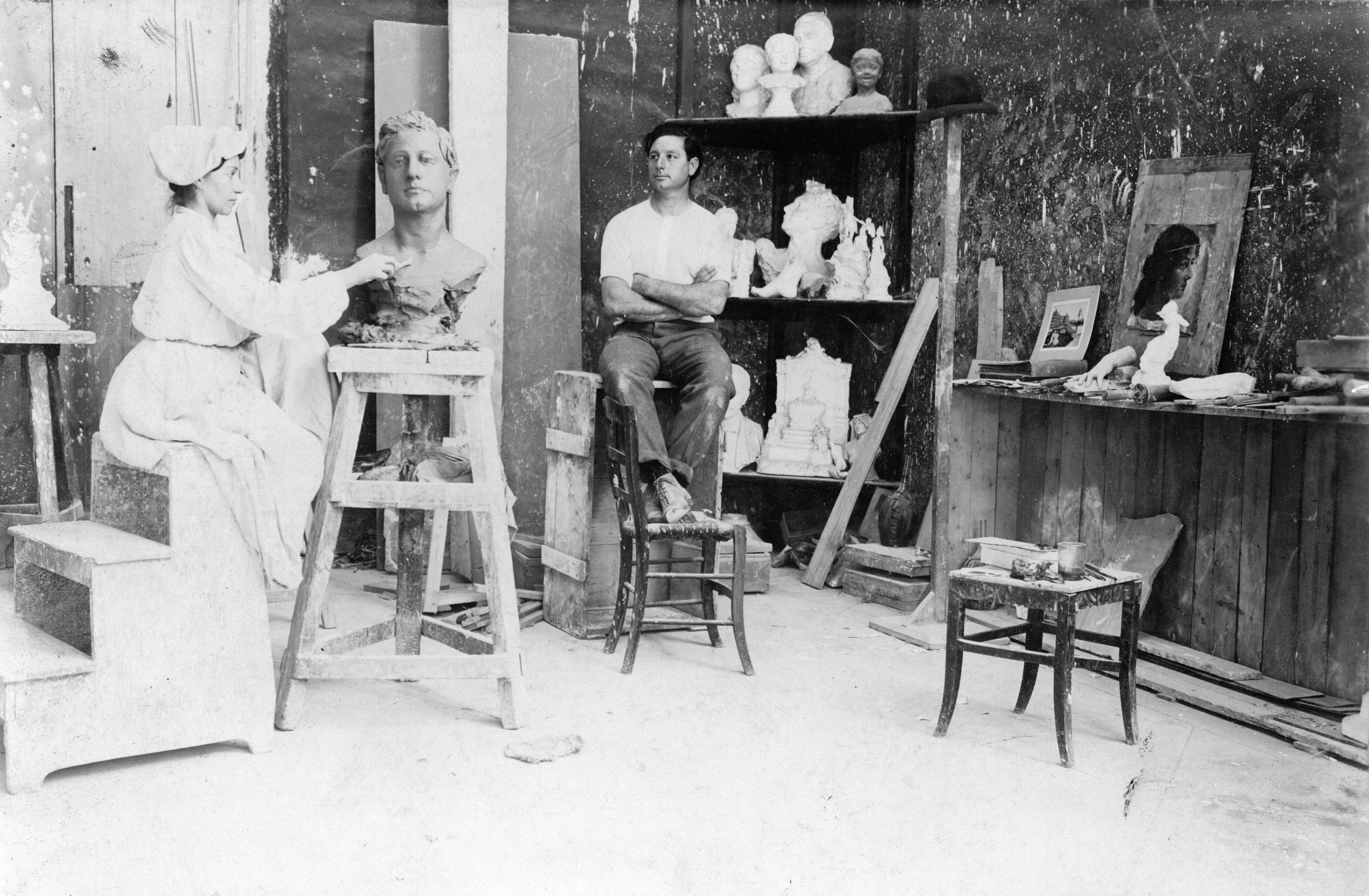
Lola Mora in ihrem Studio (1903).

Lola Mora wurde als Dolores Candelaria Mora de la Vega am 17. November 1866 entweder auf einer Farm in der Provinz Salta geboren oder in Trancas einem Ort in der Provinz Tucumán, wo ihre Geburt beurkundet ist und Mora auch getauft wurde.
Mora war das dritte Kind von insgesamt sieben Kindern von Romualdo Alejandro Mora, einem wohlhabenden Landbesitzer in Tucumán, und Regina Vega. Sie war das Patenkind von Nicolás Avellaneda und ein Protegé von Julio Argentino Roca.
Mit 20 Jahren begann Mora zu malen, wechselte aber schnell zur Bildhauerei. Sie studierte Kunst in Tucumán und später, mit einem Stipendium ausgestattet, in Rom, wo sie einige ihrer besten Werke schuf. Mehrere davon entstanden auf Bestellung der argentinischen Regierung. 1900 erhielt sie den Auftrag für zwei Reliefs für das „Casa Histórica de la Independencia“ in Tucumán, wo 1816 die argentinische Unabhängigkeit ausgerufen wurde.
Ihr Stil und ihre Sujets waren oft kontrovers und rebellisch. 1903 verursachte ihr Nereiden-Brunnen der konservativen Stadtverwaltung von Buenos Aires Probleme auf der Suche nach einem geeigneten Standort. Der Brunnen wurde mehrmals versetzt und steht heute in Puerto Madero.
Gegen Ende ihres Lebens investierte sie in einige verlustreiche Unternehmen, u. a. eine Suche nach Erdöl in der Provinz Salta. Als sie sich zur Ruhe setzte, hatte sie nur noch eine kleine Pension für ihren Lebensunterhalt. Sie starb am 7. Juni 1936, verarmt und unter unklaren Umständen, in Buenos Aires. Nach ihrem Tod verbrannten Freunde ihre Briefe, Erinnerungsstücke und persönliche Tagebücher.
Obwohl sie heute als Bildhauerin bekannt ist, hielt Mora auch einige Patente, darunter eines zur Filmvorführung auf einer Säule aus Dampf und mehrere auf dem Gebiet des Bergbaues.

## Werke (Auswahl)

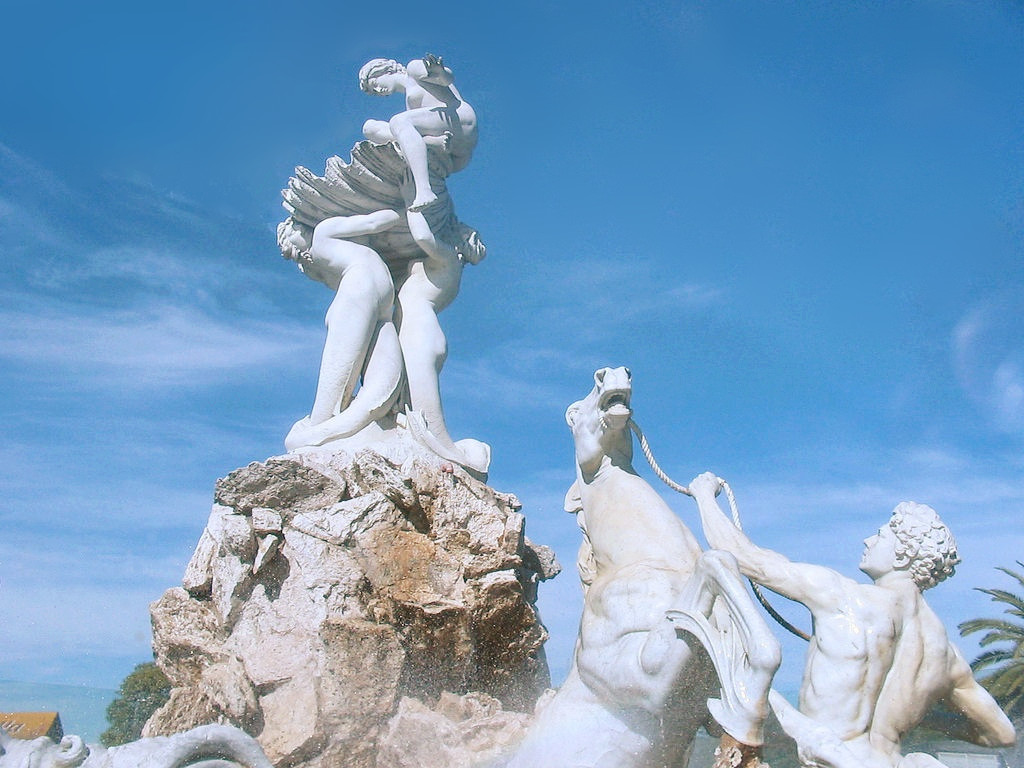
Nereiden-Brunnen

- Bas-Reliefs am Haus der Unabhängigkeit in Tucumán, mit Themen aus der Mai-Revolution
- Eine Freiheitsstatue in San Miguel de Tucumán
- Das Monumento Las Nereidas auf der Costanera Sur, Buenos Aires
- Das Avellaneda-Monument in Buenos Aires
- Mehrere Skulpturen-Gruppen im historischen Zentrum von Rosario
- Vier allegorische Skulpturen, die Frieden, Gerechtigkeit, Freiheit und Fortschritt darstellen. Ursprünglich wurden sie für das nationale Kongress-Gebäude erschaffen, stehen aber heute am Regierungsgebäude in San Salvador de Jujuy